# فرطان كهنة
فرطان كهنة (بالفارسية: فرطان کهنه) هي قرية تقع في قسم آذري الريفي (مقاطعة إسفراين) في إيران. يقدر عدد سكانها بـ 1,749 نسمة .